# Peter Billingham
Peter Arnold Billingham (Pensnett, 8 ottobre 1938 – agosto 2019) è stato un calciatore inglese, di ruolo centrocampista.

## Carriera
Inizia a giocare a calcio in modo organizzato nel marzo del 1953 con i semiprofessionisti del Worcester City; inizia poi la stagione 1953-1954 con il Brierley Hill Alliance per poi nel gennaio del 1954 trasferirsi all'Hednesford Town, dove rimane fino al termine della stagione 1954-1955 senza però mai scendere in campo in partite ufficiali. Nell'estate del 1955, all'età di 17 anni, viene acquistato dal Walsall, club professionistico della terza divisione inglese; gioca in questa categoria con i Saddlers per i successivi tre anni, per poi dal 1958 al 1960 giocare invece nel neonato campionato di quarta divisione, alla cui vittoria contribuisce nella stagione 1959-1960, la sua quinta ed ultima al Walsall, club con cui ha totalizzato complessivamente 99 presenze e 9 reti in incontri di campionato nell'arco di un quinquennio in rosa.
Nell'estate del 1960 è stato acquistato per 7000 sterline dal West Bromwich, club di prima divisione; fa il suo esordio con i Baggies sostituendo l'indisponibile Bobby Robson nella partita del 31 agosto 1960 persa per 3-1 sul campo del Birmingham City. Anche nel prosieguo della stagione Billingham è a tutti gli effetti la riserva di Robson, che sostituisce quando è indisponibile: in questo modo, nel corso della stagione 1960-1961 gioca in totale 7 partite nella prima divisione inglese; rimane poi in rosa anche durante la stagione 1961-1962, sempre in prima divisione, nella quale non scende però in campo in ulteriori partite ufficiali.
Nell'estate del 1962 torna a giocare a livello semiprofessionistico: veste per una stagione ciascuno le maglie di Worcester City e Lye Town, per poi andare a giocare ai Kidderminster, dove rimane fino al ritiro, al termine della stagione 1966-1967.
In carriera ha totalizzato complessivamente 106 presenze e 7 reti nei campionati della Football League.
Dopo il ritiro dal mondo del calcio ha lavorato come allevatore di cani da corsa, ottenendo risultati di rilievo (vittorie e record di vari circuiti) nel circuito nazionale britannico di corse di questi animali.

## Palmarès

### Club

#### Competizioni nazionali
- Campionato inglese di quarta divisione: 1

Walsall: 1959-1960

#### Competizioni regionali
- Worcestershire Senior Cup: 3

Worcester City: 1962-1963
Kidderminster Harriers: 1965-1966, 1966-1967
- Birmingham Senior Cup: 2

Kidderminster Harriers: 1964-1965, 1966-1967